# Soleturm

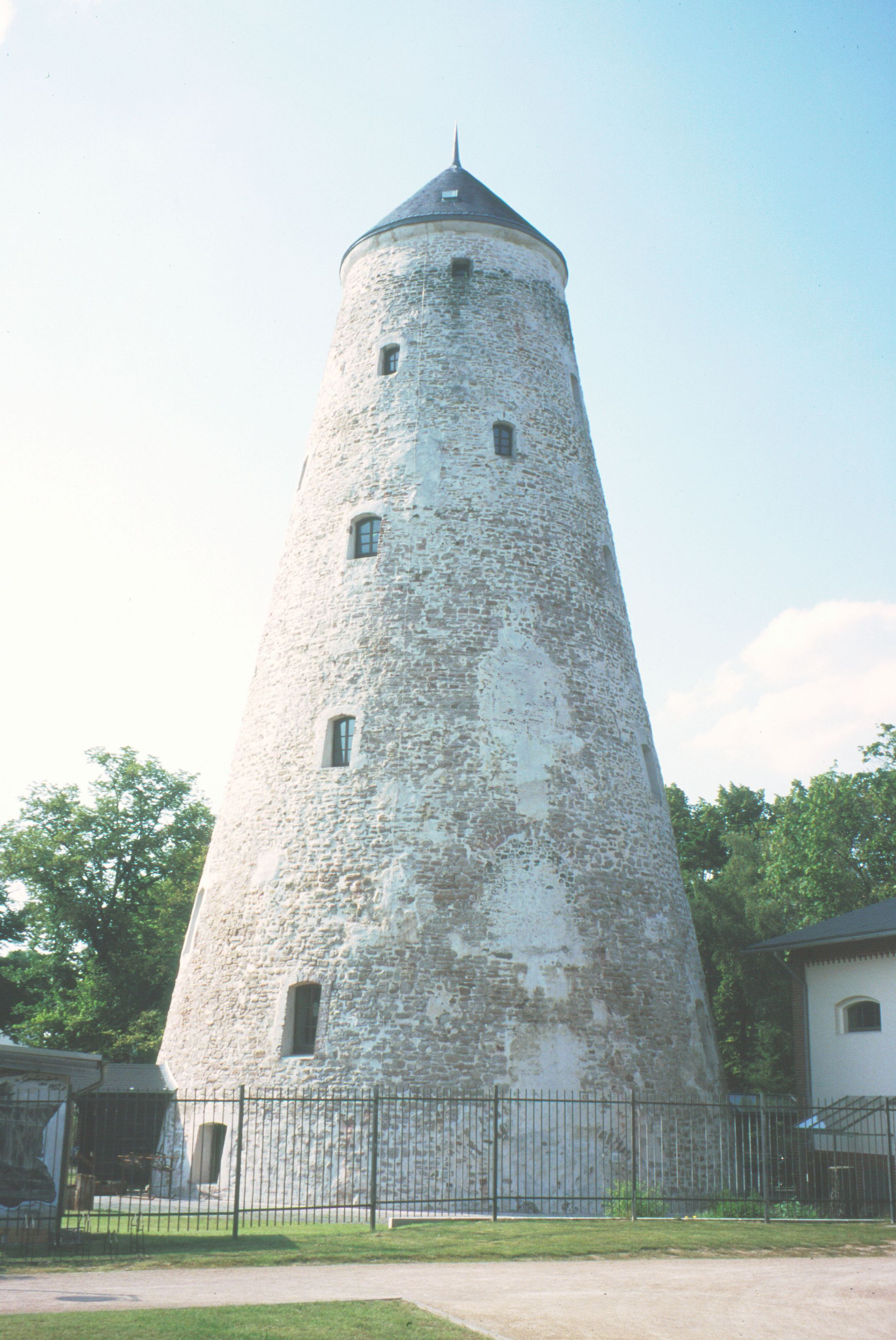
Soleturm

Der Soleturm ist ein Turm in Bad Salzelmen, einem Stadtteil von Schönebeck (Elbe) in Sachsen-Anhalt.

## Geschichte
Der Turm wurde 1776 im Auftrage des Pächters der Saline Schönebeck Abraham Gansauge erbaut. Er wurde aus Bruchsteinen errichtet, verfügt über sechs Stockwerke und ist 32 Meter hoch. Ursprünglich war der runde, sich nach oben verjüngende Turm der Rumpf einer Holländerwindmühle. Die Windkunst dient dazu die Sole aus dem unterhalb des Turms befindlichen 85 Meter tiefen Schacht III zu fördern, um sie zur Salzgewinnung zu nutzen. Die Solequelle lieferte täglich 1000 m³ Sole mit einem Salzgehalt von 10 bis 12 %. Bis etwa 1850 erfolgte der Solebezug der Saline Schönebeck ausschließlich über diesen Schacht. Bereits 1792 erfolgte jedoch die Umstellung auf eine Förderung durch eine Dampfmaschine, welche östlich des Turms errichtet wurde. Die mit 40 PS arbeitende Maschine gehörte zu den ersten Dampfmaschinen Preußens. Der Windmühlenaufsatz wurde entfernt. Ab 1829 folgten weitere Maschinenhäuser in der Umgebung des Turms, der sogenannte Kunsthof. Der Turm wurde auch weiterhin in Zusammenhang mit der Soleförderung genutzt, bis diese Ende des 20. Jahrhunderts auf eine andere Quelle, die Erlenquelle, verlagert wurde.

## Heutige Nutzung
Der Soleturm ist Teil des musealen Kunsthof Bad Salzelmen. Dort wird im Schausiedehaus von den Salzsiedern des späten Mittelalters berichtet, sowie Wissenswertes über die Salzproduktion und das Leben der Sieder dargestellt. Im Turm sind auch mehrere technische Einrichtungen der Soleförderung erhalten. Hier werden Details über die Erschließung der Solequellen in Bad Salzelmen und über technische Fortschritte in der Soleförderung erklärt. Der Soleturm wird auch für Ausstellungen und Konzerte genutzt.